# Amanda Reason
Amanda Reason ( Scarborough, 22 augustus 1993 ) is een Canadese zwemster. Ze vertegenwoordigde haar vaderland op de Olympische Zomerspelen 2012 in Londen. Op de langebaan was Reason korte tijd houdster van het wereldrecord op de 50 meter schoolslag.

## Carrière
Tijdens de Canadese kampioenschappen zwemmen 2009, op 8 juli 2009, verbeterde Reason het wereldrecord op de 50 meter schoolslag. Naast de 50 meter kwalificeerde de Canadese zich ook op de 100 meter schoolslag voor de wereldkampioenschappen zwemmen 2009 in Rome. In Rome eindigde Reason als zevende op de 50 meter schoolslag en strandde ze in de series van de 100 meter schoolslag.
Op de wereldkampioenschappen kortebaanzwemmen 2010 in Dubai werd de Canadese uitgeschakeld in de halve finales van de 50 meter schoolslag en in de series van de 50 meter vrije slag. Op de 4x100 meter vrije slag eindigde ze samen met Victoria Poon, Geneviève Saumur en Sinead Russell op de zesde plaats, samen met Alexandra Gabor, Sinead Russell en Geneviève Saumur strandde ze in de series van de 4x200 meter vrije slag.
Tijdens de Olympische Zomerspelen van 2012 in Londen eindigde Reason samen met Barbara Jardin, Samantha Cheverton en Heather MacLean als vierde op de 4x200 meter vrije slag.

## Internationale toernooien
| Jaar | Olympische Spelen    | WK langebaan                          | WK kortebaan                                                                    | PanPacs       | Gemenebestspelen |
| ---- | -------------------- | ------------------------------------- | ------------------------------------------------------------------------------- | ------------- | ---------------- |
| 2009 |                      | 7e 50m schoolslag 22e 100m schoolslag |                                                                                 |               |                  |
| 2010 |                      |                                       | 29e 50m vrije slag 13e 50m schoolslag 6e 4x100m vrije slag 9e 4x200m vrije slag | geen deelname | geen deelname    |
| 2011 |                      | geen deelname                         |                                                                                 |               |                  |
| 2012 | 4e 4x200m vrije slag |                                       | geen deelname                                                                   |               |                  |
| 2013 |                      | geen deelname                         |                                                                                 |               |                  |

## Persoonlijke records
Bijgewerkt tot en met 30 augustus 2013
Kortebaan
| Afstand         | Tijd    | Datum            | Plaats   |
| --------------- | ------- | ---------------- | -------- |
| 100m vrije slag | 54,02   | 25 februari 2012 | Montreal |
| 200m vrije slag | 1.57,11 | 24 februari 2012 | Montreal |
| 50m schoolslag  | 29,96   | 11 maart 2009    | Toronto  |
| 100m schoolslag | 1.06,29 | 8 augustus 2009  | Leeds    |

Langebaan
| Afstand         | Tijd    | Datum         | Plaats   |
| --------------- | ------- | ------------- | -------- |
| 100m vrije slag | 55,53   | 31 maart 2012 | Montreal |
| 200m vrije slag | 1.58,72 | 29 maart 2012 | Montreal |
| 50m schoolslag  | 30,23   | 8 juli 2009   | Montreal |
| 100m schoolslag | 1.06,53 | 9 juli 2009   | Montreal |